# 中波
中波（英語：Medium wave，MW），是无线电的一个波长范围，其对应的频率范围称为中频。中波的波长范围一般为100米至1000米，中频则为0.3MHz到3MHz，其中用于广播通信的通常是550-1605kHz波段。电离层也能反射中波波段的电磁波，不过晚间时效果才比较显著，利用中波电磁波在电离层传播时的交叉调制效应还可对电离层进行研究。